# Gilbert Gornig
Gilbert Hanno Gornig (* 9. Oktober 1950 in Deggendorf) ist ein deutscher Staats- und Völkerrechtler.

## Leben
Nach seiner Schulzeit im Comenius-Gymnasium seiner Geburtsstadt Deggendorf studierte Gornig in Regensburg und Würzburg Rechtswissenschaften und politische Wissenschaften. Später absolvierte er sein Rechtsreferendariat im Oberlandesgerichtsbezirk Nürnberg. Nach Abschluss des zweiten juristischen Staatsexamens promovierte er 1984 bei Dieter Blumenwitz an der Julius-Maximilians-Universität Würzburg. 1986 schloss er seine Habilitation ab und erhielt die venia legendi im öffentlichen Recht, Völkerrecht, und im ausländischen öffentlichen Recht.
Nach Lehrstuhlvertretungen an den Universitäten in Mainz, Bayreuth und Göttingen erfolgte 1989 der Ruf an die Georg-August-Universität Göttingen. Dort wurde er 1990 zum Direktor des Instituts für Völkerrecht und im Jahre 1994/1995 zum Dekan gewählt. Im April 1995 wechselte er an die Philipps-Universität Marburg. Dort hatte Gornig den Lehrstuhl für Öffentliches Recht, Völker- und Europarecht inne und fungierte sowohl als geschäftsführender Direktor des Instituts für Öffentliches Recht, als auch von Oktober 2006 bis 2012 als Dekan des Fachbereichs Rechtswissenschaften. Bis Juni 2004 war Gornig als Richter am Hessischen Verwaltungsgerichtshof in Kassel tätig.
Gornig war Gastprofessor an der Harbin University of Science and Technology, Harbin, an der Wuhan University, Wuhan, an der University of Finance & Economics, Nanjing, und an der Hohai University, Nanjing (alle Volksrepublik China), an der Nationalen Technischen Universität Kaohsiung (Taiwan) sowie an der Lucian Blaga-Universität Sibiu (Rumänien).
Er hat über 600 Publikationen in zehn verschiedenen Sprachen im Bereich Staats-, Verwaltungs-, Völker- und Europarecht veröffentlicht. Sein Schwerpunkt liegt im Völkerrecht. Seit 2016 ist er pensioniert.
Gilbert Gornig gründete die Marburger Juristische Gesellschaft und wurde 2009 zu deren Vorsitzendem gewählt. Ferner gründete er das Center for Human Rights and Good Governance am Ruaha University College, Iringa (Tansania). 2009 wurde er Präsident der Danziger Naturforschenden Gesellschaft. Von 2000 bis 2003 war Gornig Direktor des Instituts für Deutschlandforschung des Göttinger Arbeitskreises, e. V. Seit 2014 ist er Präsident des Göttinger Arbeitskreises. Er ist ferner Mitgründer und Vizepräsident der Marburger Gesellschaft für wissenschaftliche Zusammenarbeit mit arabischen Staaten. e. V. und im Vorstand der Marburger Gelehrten Gesellschaft.

## Schriften (Auswahl)
- Die sachbezogene hoheitliche Massnahme. Auch ein Beitrag zur Allgemeinverfügung im Sinne des § 35 S. 2 VwVfG. Duncker & Humblot, Berlin 1985, ISBN 3-428-05747-3 (zugl. Dissertation, Universität Würzburg, 1984).
- Äußerungsfreiheit und Informationsfreiheit als Menschenrechte. Duncker & Humblot, Berlin 1988, ISBN 3-428-06540-9 (zugl. Habilitationsschrift, Universität Würzburg, 1986).

## Auszeichnungen
- 2003 Ehrendoktorwürde des Fachbereichs Rechtswissenschaften der Universität Pécs (Ungarn)
- 2009 Ehrendoktorwürde des Fachbereichs Rechtswissenschaften der Lucian Blaga-Universität Sibiu (Rumänien)
- 2009 Ehrendoktorwürde der Universidad Autónoma de Chile in Temuco (Chile) (dort gehört er ebenfalls zu den Gründungsmitgliedern der Universität)
- 2021 Bundesverdienstkreuz am Bande
- 2022 Orden Bernardo O’Higgins (Chile)